# Podogaster minor
Podogaster minor är en stekelart som beskrevs av Szepligeti 1906. Podogaster minor ingår i släktet Podogaster och familjen brokparasitsteklar. Inga underarter finns listade i Catalogue of Life.